# Cop Killer
«Cop Killer» (en español: Asesino de policías) es una canción perteneciente a la banda de rap metal estadounidense Body Count. 
Pertenece a su álbum debut homónimo de 1992. La letra fue compuesta por el vocalista Ice T y la música por el guitarrista Ernie C. La canción fue compuesta en 1990 y estuvo inspirada en la famosa canción «Psycho Killer» de la banda Talking Heads.

## Debut y polémica
La canción generó una gran controversia a principios de los años 1990 en gran parte del mundo debido a su polémica letra, que se centraba en denunciar la brutalidad policial al narrar la historia de un individuo que, indignado ante el accionar violento de la policía, decide hacer justicia por mano propia y asesinar policías.
Cabe mencionar que el álbum debut de la banda salió unas pocas semanas antes de los disturbios de Los Ángeles; por lo que «Cop killer» fue acusada de promover el comportamiento observado durante los disturbios, así como de alentar también el asesinato arbitrario de agentes de la policía y que tras ello, dejó un saldo de 54 personas fallecidas. 
La canción recibió comentarios negativos de sectores políticos, e incluso la desaprobación del a la sazón presidente de Estados Unidos, George H.W. Bush, del vicepresidente, Dan Quayle y de Tipper Gore, esposa de Al Gore y cocreadora de Parents Music Resource Center.
Ice T ha manifestado que es una "canción de protesta".  "Cop Killer" fue objeto de mucha controversia; aunque la compañía dueña de Sire Records, Warner Bros. Records, defendió el sencillo; Ice-T decidió eliminar la pista del álbum, porque sentía que la controversia había eclipsado la música de este en sí.

## Otras versiones
- Soundgarden la interpretó en vivo en el festival Lollapalooza de 1992
- A.N.I.M.A.L. la grabó en vivo durante su presentación del disco en vivo Radio Olmos de 1993 y fue editado en Poder Latino de 1998.